# Лінійне середовище
Ліні́йне середо́вище — середовище, тобто частина простору, заповненна речовиною, в якій відгук на збурення є лінійною функцією величини збурення.
Лінійні середовища характеризуються сприйнятливостями, наприклад, магнітною сприйнятливістю, поляризовністю тощо.
Протилежний термін — нелінійне середовище.
При малих збуреннях більшість середовищ є лінійними, однак для різних середовищ поріг нелінійності різний і визначається фізичими процесами, які виникають внаслідок збурення.